# Gilliard
Gilliard Cordeiro Marinho (Natal, 17 de dezembro de 1956), mais conhecido como Gilliard é um cantor e compositor brasileiro, reconhecido também em países da África e Europa.
Ingressou para a vida artística nos anos 70, sempre abordando temas românticos e que falem de sentimento. Cresceu em família essencialmente musical, que esteve sempre disposta a apoiá-lo em suas investidas para conquistar o seu maior sonho: cantar.
Ao longo de sua carreira, Gilliard imortalizou grandes sucessos. Com seu jeito único de cantar, melodias elaboradas, marcadas pelo romantismo clássico e popular, embalando novelas, filmes, bailes e principalmente seus shows, sempre vividos com intensa emoção.

## Biografia
De uma família humilde, sua mãe e todas as tias professoras se esforçaram muito para que Gilliard e seus três irmãos, sendo dois homens e uma mulher, tivessem uma boa educação. Tendo que trabalhar muito cedo, Gilliard começou em uma relojoaria, trabalhando pela manhã, estudando à tarde e cantando à noite. Nesse tempo, já cantava em festivais e tudo começou quando, aos 8 anos de idade, ganhou seu primeiro concurso como "a mais bela voz Potiguar". Com isso, o tempo foi passando e continuou cantando, trabalhando e estudando. Suas primeiras aparições em público foram atuando em programas de rádio em sua cidade, onde aproveitava os intervalos comerciais para mostrar aos locutores e programadores algumas de suas composições.

### Carreira
Em suas primeiras canções, eram evidentes as influências recebidas de nomes como Luiz Gonzaga, Vicente Celestino, Luiz Vieira, Dolores Duran e Lupicínio Rodrigues, além de astros da Jovem Guarda, que, na época, reinavam na preferência popular. Como a situação de sua família era muito difícil e sofrida, como toda família humilde de classe baixa, Gilliard partiu para o Rio de Janeiro com apenas 13 anos e foi em busca de seu sonho, para assim poder também ajudar sua família. Lá cantava em bares e restaurantes, depois de um tempo voltou à sua terra natal para participar da campanha política do estado, do candidato a senador Carlos Alberto.
Após o término da campanha, Gilliard se reanimou e decidiu retomar sua carreira e buscar seu sonho. Tinha preparado um repertório com suas próprias músicas e parceiros e assim partiu para outro estado, São Paulo. Lá, conseguiu mostrar seu trabalho para gravadora RGE, que acreditou em seu talento e lançou seu primeiro LP em nível nacional, no final de 1979, com o grande sucesso "Aquela Nuvem", hit composto em 1977 quando viajava na Barca Rio-Niterói. O primeiro LP vendeu mais de 1 milhão de cópias, além de ser gravado em outros países; Encontrou reforço na carreira quando conheceu o empresário Hermínio Santos, que já tinha nome e experiência no ramo artístico e tornou-se seu primeiro empresário, que estruturou, produziu e alavancou suas produções musicais e shows pelos primeiro dez anos de carreira.
Sua carreira então continuou crescendo e daí para frente estava em todas as paradas de sucesso, mantendo todos os anos uma vendagem que lhe assegurava discos de ouro, platina e diamante ao mesmo tempo. No total, somando todas as premiações em cada trabalho lançado, foram 12 discos de ouro, 10 de platina, 8 discos de platina duplo e 3 de diamante o equivalente a 1 milhão de cópias, possuindo em toda sua carreira a venda de 10 milhões de discos aproximadamente. Aumentando sua galeria de conquistas, ganhou troféus da TV Globo de cantor revelação do ano e de cantor romântico do ano, recebeu também o troféu cantor e ídolo dos anos 80 da rádio e TV Manchete. Do programa do Chacrinha, Gilliard recebeu o troféu de ídolo da juventude romântica do Brasil. São esses alguns de diversos prêmios de rádios e TVs do Brasil, sem contar participações em todos os programas de destaque, como Globo de Ouro, Fantástico, Flávio Cavalcanti, Discoteca do Chacrinha e Programa Silvio Santos, tendo sido um dos campeões do quadro Qual É a Música?, permanecendo por 21 semanas seguidas invicto no programa, quando perdeu para a argentina Julia Graciela.
Em 1983, Gilliard deu uma guinada na carreira e trocou o romântico pelo infantil. "A Festa dos Insetos", do refrão "Torce, retorce, procuro mas não vejo, não sei se era a pulga ou se era o percevejo". Vendeu mais de 1 milhão de cópias com a obra.
Em 2012, lançou o CD "Um Convite à Minha Voz".
Desde 2018, faz parte do júri do programa Canta Comigo, da RecordTV.
Gilliard completa 40 anos de carreira em 2019, recentemente lançou um single, chamado ´´Folha ao Vento´´ composição de César Augusto e Cláudio Noam, e está com o projeto de realizar seu primeiro DVD ao vivo.

### Vida pessoal
Gilliard é casado desde 1981 com Silvia Marinho, a Silvinha ex-Harmony Cats e ex-dubladora da Magali, de A Turma da Mônica. Tem dois filhos, Sylvio Marinho, que também é cantor e compositor e Bruna, que é médica pneumologista.
Foi dono de farmácias e lojas de telefones celulares.

## Discografia
- (2015) Folha ao Vento, (Single)
- (2012) Um Convite à Minha Voz, (CD)
- (2009) Gilliard Sempre (Som Livre, (CD)
- (2003) Gilliard Ao Vivo (Gravadora Atração, CD)
- (2001) Como eu Gosto (Máxima Music, CD)
- (1998) Gilliard (RGE, CD)
- (1996) Gilliard (RGE, CD)
- (1995) Sentimentos (RGE), (LP)/(CD)
- (1994) Cidade Grande (RGE, LP/CD)
- (1993) Deixa-me Sonhar (Sony Music, LP/CD)
- (1991) Gilliard Especial (Continental (gravadora), LP)
- (1990) Gilliard (Continental (gravadora), LP)
- (1988) Gilliard (Gravadora 3M, LP)
- (1987) Gilliard (Gravadora 3M, LP)
- (1986) Gilliard (Gravadora 3M, LP)
- (1985) Gilliard (RGE, LP)
- (1984) Gilliard (RGE, LP)
- (1983) Gilliard (RGE, LP)
- (1982) Pouco a Pouco (RGE, LP)
- (1981) Gilliard (RGE, LP)
- (1980) Pensamento (RGE, LP)
- (1979) Gilliard (RGE, LP)
- (1978) Queria estar perto de você (Compacto Duplo, Gravadora Independente)